# Como cantan los viejos, tocan los niños
Soo Voer gesgen, soo na gepepen (Como cantan los viejos, tocan los niños) es un cuadro del pintor holandés Jan Steen, un óleo sobre lienzo de 133,7 x 162,5 centímetros, pintado alrededor de 1664-1665. Es un ejemplo típico de lo que más tarde se llamaría un "hogar Jan Steen". La obra está en la colección del Mauritshuis en La Haya.

## Contexto
Steen a menudo representaba proverbios en su pintura, donde no está claro si dejó que predominara la moral o el humor. En esta obra retrata el proverbio "Soo Voer gesongen, soo na gepepen", que significa que el mal ejemplo de los mayores suele ser adoptado por los jóvenes. Se puede leer en el texto de la hoja que sostiene la abuela frente a ella. El texto completo dice: "Liet / Soo voer gesongen soo / na gepepen dat is al lang / g [e] bleken ick sing u vo [or] / so [o] volcht na [er] / van een tot [derd] jaar".
Steen volvería a representar una composición parecida y sobre el mismo proverbio en La familia feliz de 1668. El tema también se repite en otras dos obras menos famosas de Steen del mismo período: Una de ellas también está en posesión del Mauritshuis y otra, muy similar a esta versión, pero sin el autorretrato, se encuentra en posesión del Museo Fabre de Montpellier. En total, Steen dedicó a este dicho al menos trece de sus obras, mostrando su preferencia por él.

## Descripción
Como la mayoría de maestros de la Edad de Oro holandesa, Steen solía usar a sus propios familiares como modelos y así fue en esta ocasión también. Él mismo aparecía a veces en la escena, no dudando en mostrarse en actitudes poco edificantes a tono. Aquí se autorretrata como el padre que sentado a la derecha se ríe estruendosamente dando la pipa a probar a su hijo. La mujer delante a la izquierda, escotada y sirviéndose bebida es su esposa Grietje van Goyen. La cinta que lleva en el cabello se repite en el sombrero de él. La madre de Steen representa a la abuela y sus propios hijos pueden reconocerse en los niños. El trabajo es ejemplo de lo que más tarde se llamaría "una casa Jan Steen". Un interior bullicioso y algo desordenado. Al parecer la familia celebra el bautismo del hijo menor, a juzgar por el gorro de paternidad del abuelo, que luce un poco torcido. Tradicionalmente, era el padre quien se lo ponía, para indicar su nueva condición, pero encaja en la atmósfera predominante de mundo al revés. Steen le enseña a uno de sus hijos a fumar en pipa, mientras la hija observa atentamente lo que sucede, probablemente esperando que tosa. La mujer delante que por el atuendo y la actitud da una impresión de escasa virtud, con el pie sobre un pequeño brasero levanta su copa para que el sirviente al fondo de pie le eche más vino. Probablemente, al igual que en Cuidado con el lujo, insinúa que el marido comete infidelidad con mujeres de mala vida. El hijo mayor de Steen toca la gaita a su izquierda. Los gaiteros tenían fama de promiscuos y rústicos, y en la época la gaita ya era considerada un instrumento del campo, propio solo de las fiestas y celebraciones campesinas. Su inclusión en obras urbanas moralizantes es por tanto una licencia artística, y la figura simboliza que se están aprendiendo modelos groseros. En La familia feliz, Steen se autorretrató también burlonamente como el gaitero. El loro era otro símbolo o clave, indica imitación. Por tanto, se enfatiza el mal ejemplo que los mayores fumando, bebiendo y flirteando están dando a los niños, ya que estos probablemente lo acabaran imitando. La escena enseña que se debe cuidar la educación y moral de los menores para que no caigan en el pecado y la ruina.
Otros objetos que encierran simbolismo son la jaula de pajarillos, indicativo de que la pareja en escena está casada o, sobre la mesa cubierta con una alfombra turca, el limón a medio pelar, el amargor de la vida, y la ostra, con connotaciones amorosas. Estas claves para leer entre líneas eran bien conocidas por los contemporáneos acomodados y educados.
Steen también muestra su virtuosismo para representar las calidades y texturas de los materiales y superficies, como la jarra de barro a la izquierda en el suelo, la falda lila de satén y el vino espumoso al caer en la copa.

## Galería

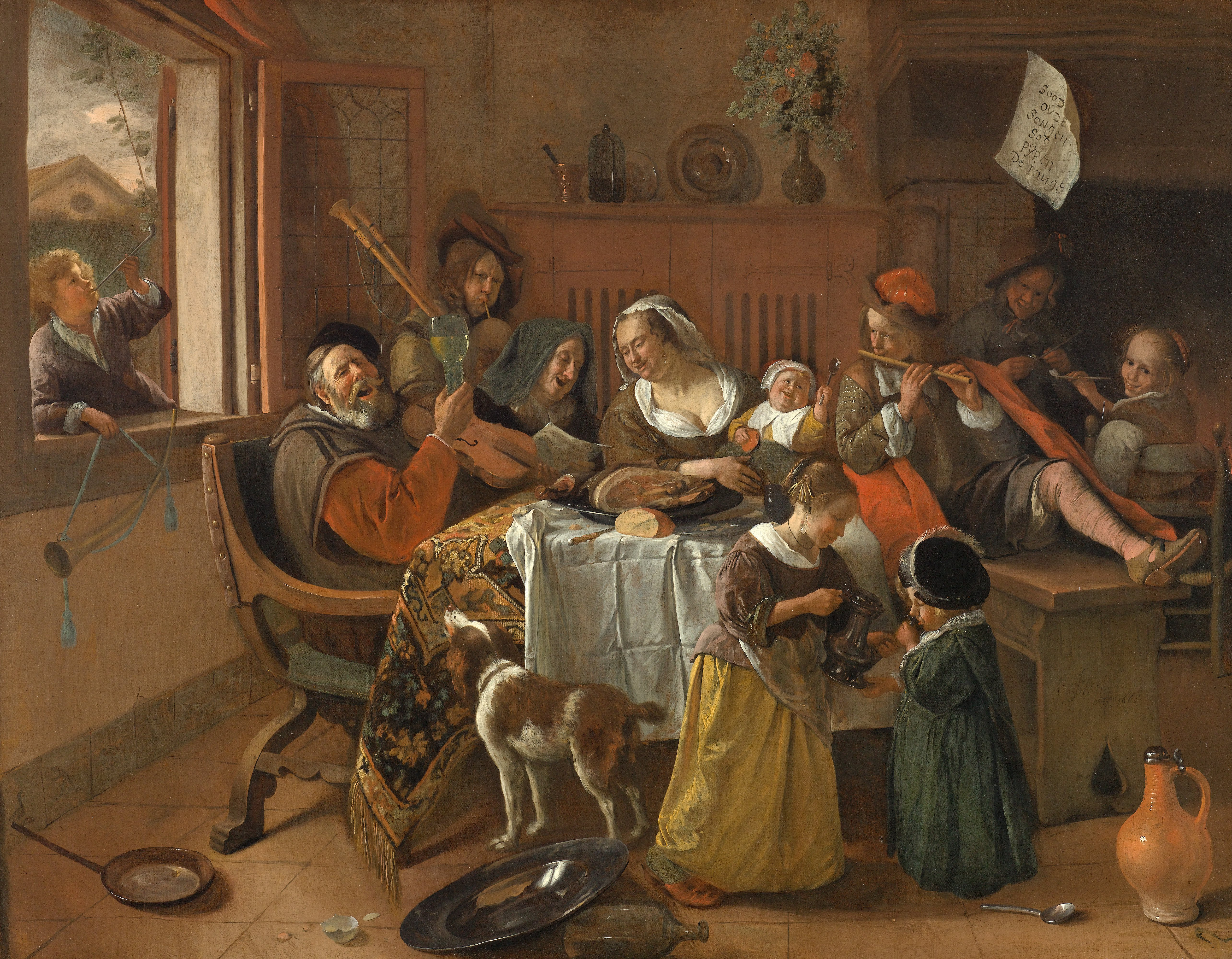
La familia feliz, 1668, Rijksmuseum de Ámsterdam.
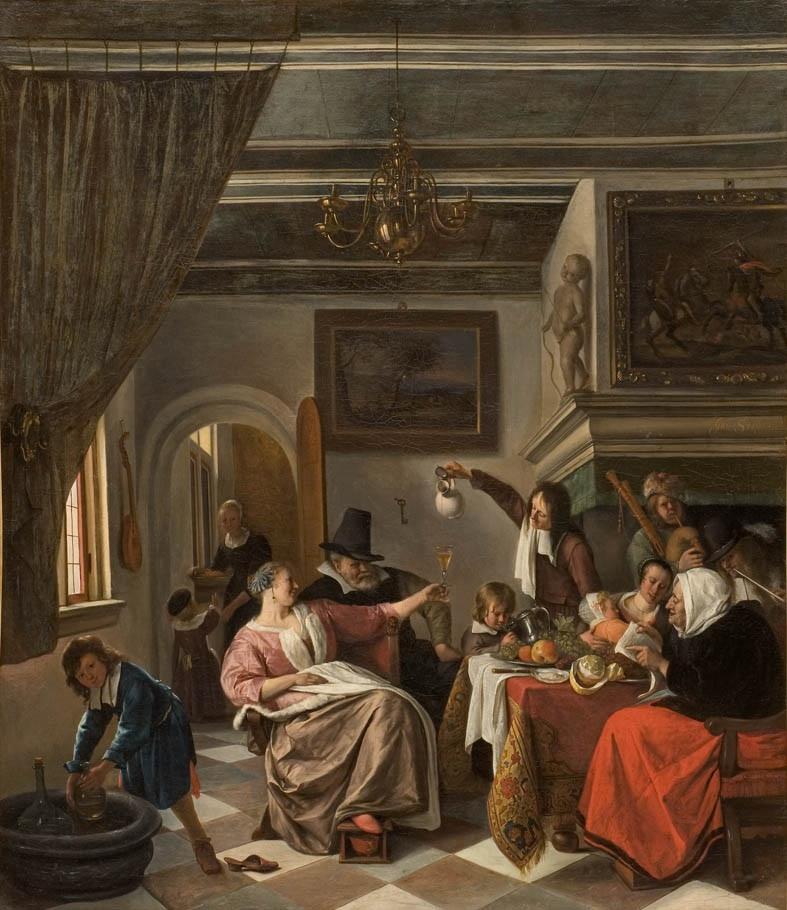
Como cantan los viejos,..., hacia 1665, Museo Fabre.
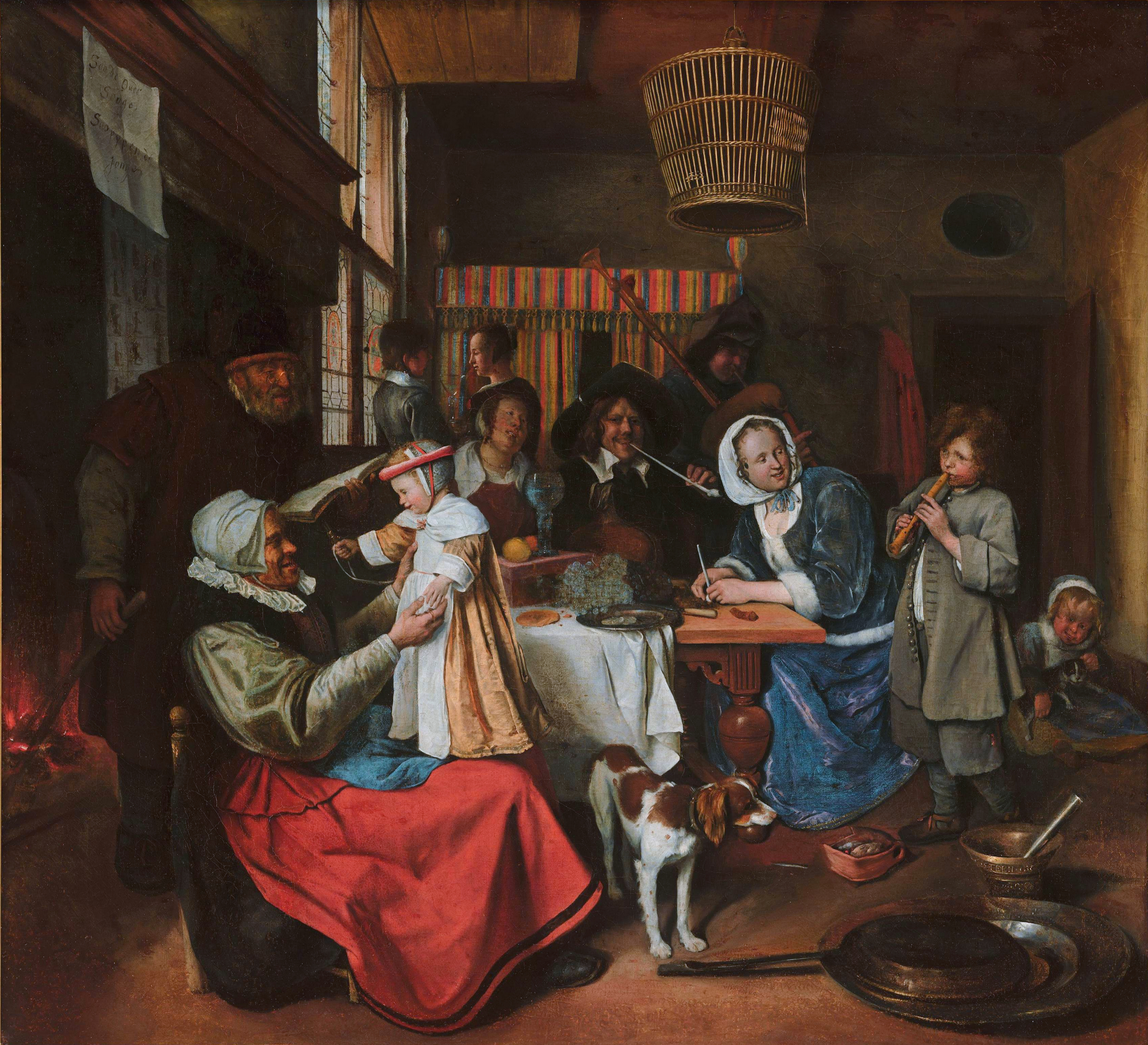
Como cantan los viejos, 1663-1665, segunda versión en el Mauritshuis.